# Gammaproteobacteris
Els gammaproteobacteris (Gammaproteobacteria) és una classe de diversos grups de bacteris importants per la ciència i la medicina com són els Enterobacteriaceae (Escherichia coli), Vibrionaceae i Pseudomonadaceae. Molts patògens pertanyen a aquesta classe, per exemple Salmonella (enteritis i febre tifoidea), Yersinia (plaga), Vibrio (còlera), Pseudomonas aeruginosa (infeccions hospitalàries o fibrosi quística). Com tots els proteobacteria, els gammaproteobacteria són gram-negatius.

## Famílies
- Acidithiobacillaceae
- Aeromonadaceae
- Alcanivoracaceae
- Alteromonadaceae
- Cardiobacteriaceae
- Chromatiaceae
- Coxiellaceae
- Ectothiorhodospiraceae
- Enterobacteriaceae
- Francisellaceae
- Halomonadaceae
- Legionellaceae
- Methylococcaceae
- Moraxellaceae
- Oceanospirillaceae
- Pasteurellaceae
- Piscirickettsiaceae
- Pseudomonadaceae
- Shewanellaceae
- Succinivibrionaceae
- Thiotrichaceae
- Vibrionaceae
- Xanthomonadaceae